# Scagliaster
Scagliaster is een geslacht van uitgestorven zee-egels uit de familie Holasteridae.

## Soorten
- Scagliaster concava (Catullo, 1827) † Boven-Krijt, Italië.
- Scagliaster latissima (Roemer, 1840) † Turonien, Duitsland.